# 週末ワイド ラジオ産経
『週末ワイド ラジオ産経』（しゅうまつワイド ラジオさんけい）は、ラジオ大阪（OBC）で2006年10月2日から平日の夜間に放送されていた情報・報道番組シリーズ。
2020年3月27日放送分までのタイトルは『News Tonight いいおとな』（ニュース・トゥナイト いいおとな）で、2018年3月までは毎週月曜日 - 金曜日の21:00 - 22:30に放送していたが、同年4月以降は金曜日のみの週1回放送へ移行。2018年4月3日から2022年3月25日までは、『週末ワイド ラジオ産経』というタイトルで編成されていた。
当ページでは、『週末ワイド ラジオ産経』の後継番組として2022年4月8日から2023年3月31日まで毎週金曜日の22:00 - 22:30に放送していた『ラジオ産経 ビジネスジャーナル』（ラジオさんけい　ビジネスジャーナル）についても述べる。

## 概要

### 『News Tonight いいおとな』
2006年4月から半年間放送された『Music Cafe いいおとな』の後継番組で、放送時間を毎週月曜日 - 金曜日の21:00 - 22:30に拡大した。
鹿島建設の単独提供番組として放送を開始した後に、ラジオ大阪が所属するフジサンケイグループとの2社提供に変更。2009年3月で鹿島建設がスポンサーを降りてからは、フジサンケイグループ傘下の産経新聞大阪本社による提供へ移行していた。
進行を担当する「ナビゲーター」を、ラジオ大阪やフリーランスの女性アナウンサーが主に担当。コメンテーターに該当する「アンカーマン」には、産経新聞・サンケイスポーツ（いずれも大阪本社）の論説委員や編集委員、管理職（大阪本社編集長が出演する場合もある）を、原則として日(週)替わり起用している。さらに、産経新聞大阪本社の編集委員が、「ニュースキャプテン」というポジションで番組の構成を担当するほか、「ニュースキャプテン喜怒哀楽」（公式ブログ内の報道系コラム）を執筆していた。
当番組では、放送当日のニュースから、注目すべきテーマをナビゲーターが紹介。「アンカーマンの目」（当日出演のアンカーマンによるラジオコラム）などのコーナーを擁する。また、中高年のリスナーに向けて選んだ楽曲を放送する「ミュージックタイム」など、ニュースや上記のコーナーの合間に楽曲を流していた。
放送当日の産経新聞朝刊大阪府内版には、当日の放送内容や、「アンカーマンの目」の担当者・タイトルを掲載。2009年1月からは、MSN産経ニュースの公式サイトで、放送済み音源の一部を配信していた。2011年4月からは、番組のPRを目的に、ラジオ大阪でCMの放送を始めている。
2018年4月以降は、週1回（毎週金曜日）の生放送へ移行するとともに、オープニングパートをリニューアル。曲と英語のセリフを変更する一方で、冒頭に放送されていたニュースラインナップを割愛するようになった。また、2018年6月から、「キャプテン」を中野茂尚から清水敏行に交代。清水は2019年9月まで、当時平日の夕方に放送されていた『高岡美樹のべっぴんラジオ』でニュース解説を担当していた。
ラジオ大阪では、当番組の週1回放送化に伴って、2018年4月から2019年3月まで『産経新聞ニュース』を単独番組として月 - 木曜日の21:55 - 22:00に編成していた。しかし、2019年の4月改編で、平日の早朝（7:55 - 8:00）以外の『産経新聞ニュース』枠を一斉に廃枠。平日の早朝枠も同年の10月改編から廃止（『ハッピー・プラス』8時台の「Today's Pick Up」に内包）されたため、レギュラー編成のニュース番組としては唯一の自社制作番組になっていた。

### 『週末ワイド ラジオ産経』
2020年4月3日放送分から、番組のタイトルを『週末ワイド ラジオ産経』に変更。2007年4月から『ニュース・ハイブリッド』のスポンサーにも付いていた産経新聞大阪本社は、『里見まさとのおおきに!サタデー』に内包されていた後継コーナー（ニュース・ハイブリッドゾーン）が前週（3月28日）で終了したことを機に、ラジオ大阪での番組提供を『ラジオ産経』に集約させている。ただし、放送曜日・時間を変更せず、「ナビゲーター」の松本や「アンカーマン」の安本も続投している。その一方で、改称後最初の放送では、21時の時報明けから30秒以上の無音状態とステーションジングルの再生が数回にわたって繰り返される不体裁（番組送出システムの不具合による放送事故）がおよそ4分間にわたって発生。番組タイトルが流れないまま、再スタートを切る羽目になった。
放送期間中は前述した事情から、ラジオ大阪が単独で編成する自社制作のレギュラー番組で唯一、「産経」の社名をタイトルに入れていた。その一方で、大阪放送（ラジオ大阪）の筆頭株主であった産経新聞社は、保有する大阪放送株の一部を2021年（令和3年）7月30日付で株式会社DONUTS（東京都渋谷区内の本社を拠点に動画コミュニティサービスの「ミクチャ」などを手掛けているIT企業）に譲渡。この譲渡を受けて大阪放送の筆頭株主になったDONUTSは、同年10月8日に大阪放送との間で資本業務提携を締結した。
ラジオ大阪では、経営環境が上記のように大きく変化したことを背景に、2022年（令和4年）の4月に大規模な番組改編を実施することを決定。平日の早朝に報道系の生ワイド番組を『藤川貴央のニュースでござる』として5年振り、当番組が放送されている23時台に報道系以外の生ワイド番組を『サクラバシ919』（DONUTSとの共同事業による東京発の自社制作番組）として4年振りに復活させたほか、単独番組としての『産経新聞ニュース』の毎週放送を土曜日（13:55 - 14:00）限定ながら2年半振りに再開させた。このような事情から、『週末ワイド ラジオ産経』というタイトルでの生放送を同年3月25日で終了。

### 『ラジオ産経 ビジネスジャーナル』
産経新聞大阪本社の単独提供・協力による経済情報番組として、2022年（令和4年）4月8日から2023年3月31日まで毎週金曜日の22:00 - 22:30に放送。『週末ワイド　ラジオ産経』で放送されていた経済系の企画（「今週のズバッとニュース」「関西経営者列伝」）を発展させた番組で、産経新聞大阪本社の編集委員が「ナビゲーター」に相当する役割を週替わりで担うほか、社外からエコノミストや経営者をゲストに迎えていた。
当番組終了により、この時点でラジオ大阪番組表から『産経』の文字が完全になくなった（土曜日の『産経新聞ニュース』は「40 N・天」と記載）。

## 出演者

### 『週末ワイド　ラジオ産経』の終了時点
- ナビゲーター（司会）
  - 松本雅子：2017年4月3日から担当、2019年3月まではMC企画所属でラジオ大阪契約アナウンサー、2019年4月からはフリーアナウンサーとして出演
    - 2018年3月27日と29日は前日からの声の不調により玉川恵が代役、28日はナビゲーター経験者の和田麻実子が7年ぶりに担当。30日は藤川貴央が5年ぶりに担当。
    - 代理としては和田の休暇期間中に担当[8]。

- アンカーマン（2018年10月5日放送分から）
  - 安本寿久（産経新聞特別記者兼編集委員。元編集長） - 2018年4月から9月まで出演
  - 鹿間孝一（産経新聞特別記者兼論説委員）
  - 荻原靖史（産経新聞編集委員）
  - 山上直子（産経新聞論説委員兼大阪特派員）- レギュラー出演を2018年9月で終了してからも、2022年1月28日放送分の「今週のズバッとニュース」に出演。

- 週5日放送時代における最終週のアンカーマン（出演日を変更する場合もあった）
  - 月曜： 鹿間孝一
  - 火曜： 安本寿久
  - 水曜：荻原靖史
  - 木曜：石野伸子（産経新聞編集委員、2018年3月で降板）
  - 金曜：山上直子

- 「ラジオ産経」に改題前にあったコーナー「今週の虎（タイガース情報）」担当の植村徹也（通称「越後屋」、「サンケイスポーツ」大阪本社代表補佐兼特別記者・元編集局長）は「サンスポのスポーツよもやま話」コーナーに不定期出演。

### 以前
◎印を付けた人物は、出演時点でラジオ大阪のアナウンサー。

#### ナビゲーター
- 土肥佳子（フリーアナウンサー・元NHK旭川放送局契約レポーター、番組開始 - 2009年3月27日）
- 和田麻実子◎（2009年4月 - 2011年4月1日、2018年3月28日)　※降板を機に、平日早朝の生ワイド番組『笑福亭銀瓶の銀ぎんワイド』のアシスタントへ異動した（現在は終了）。
- 松本恵治◎（2011年4月4日 - 2012年9月）　※歴代のレギュラーナビゲーターで唯一の男性
- 小川真由◎（2012年10月 - 2016年2月26日） ※2016年3月13日付で、ラジオ大阪を退社。
- 遠藤萌美（松竹芸能所属のフリーアナウンサー、元・NHK釧路放送局の契約キャスターおよびさくらんぼテレビアナウンサー、2016年2月29日放送分から出演）2017年3月31日放送分で降板。

#### レギュラー経験者以外の代理
- 西村寿一（フリーアナウンサー・『OBCドラマティック競馬』総合司会）※松本の夏季休暇期間中に担当。
- 玉川恵 (フリーアナウンサー・2017年3月までラジオ大阪専属)  ※2018年3月27日、29日放送分、松本が前日放送時から発声に異常があった、「恵の夢は夜ひらく」コーナーも放送された[9]。
- 藤川貴央◎（ラジオ大阪アナウンサー）2018年3月30日帯放送時代最終日を担当、5年くらい前にも代理でナビゲーターを経験。

#### アンカーマン
肩書はいずれも出演時点で表記。
- 月曜日担当
  - 小林毅（産経新聞論説委員）
  - 鹿間孝一（産経新聞大阪特派員 → 論説委員）
  - 寺塚良一（産経新聞編集局局次長）
- 火曜日担当
  - 清湖口敏（産経新聞校閲部長）
- 水曜日担当
  - 石野憲太郎（「フジサンケイ ビジネスアイ」大阪代表）
- 木曜日担当
  - 福島敏雄（産経新聞編集委員）
  - 渡部裕明（産経新聞編集局次長）
  - 石野伸子（産経新聞編集委員）
- 金曜日担当
  - 皿木善久（産経新聞論説委員）
  - 田所龍一（産経新聞運動部長）
  - 鳥居洋介（産経新聞夕刊編集長）
  - 藤浦淳（産経新聞総合編集部次長）

この他にも、佐藤正廣（産経新聞編集局次長兼地方部長）が担当していた時期があった（担当曜日不詳）。

#### その他のレギュラー出演者
- 初田実 - ラジオ大阪記者・元アナウンサー、「サブキャプテン」という肩書で中継リポートを担当
- 長田和彦 - フリーアナウンサー、番組内で放送していた「ミュージックカフェ」を担当
- 中野茂尚 - キャプテン、番組の構成担当、2018年3月まで金曜日のみ「10時までキャプテン」で出演、番組サイトで公式ブログ「キャプテンの一言」の執筆を担当、65歳定年のため
- 岡部まり - 金曜日に内包する「まりCafe」を2018年3月の終了まで担当

## 関連番組
- 私の正論（ニッポン放送）※同資本グループ放送局で放送している、産経新聞東京本社スポンサードの討論番組。東京本社所属の記者が討論ゲストとして出演する

いずれも、当番組と同じ時間帯に毎日放送がラジオで放送していた報道番組。
- RadioNews たねまきジャーナル
- MBSニュースレーダー
- 報道するラジオ（金曜日のみ放送） - 2016年4月改編で放送枠を毎週月曜日の20:00 - 21:00に移動した後に、2018年3月で終了。